# 2012 في الإمارات العربية المتحدة
فيما يلي قوائم الأحداث التي وقعت خلال عام 2012 في الإمارات العربية المتحدة.

## رياضة
- 1 يناير – الإمارات في الألعاب الأولمبية الصيفية 2012

## أفلام
من الأفلام التي صدرت هذه السنة في الإمارات العربية المتحدة:
- 1 يناير – ضوء دامس من إخراج ياسر الياسري.
- 1 يناير – وجدة من إخراج هيفاء المنصور.

## برامج ومسلسلات وأنمي
- عمر